# Wireless Resonant Energy Link
Wireless Resonant Energy Link (WREL) ist eine Methode zur drahtlosen Energieübertragung über kurze Distanzen. Die Verbindung arbeitet nach dem Prinzip eines Resonanztransformators, besitzt allerdings im Gegensatz zu üblichen Transformatoren keinen Kern. Die Kopplung der beiden, zwischen stationären und mobilen Gerät angebrachten Spulen, stellt eine drahtlose Verbindungsstrecke dar. Die damit verbundene schlechte Kopplung im magnetischen Kreis resultiert in einem entsprechend geringen Wirkungsgrad der Übertragungsstrecke. Im Regelfall liegt dieser weit unter 25 % und hängt stark von der zu überbrückenden Entfernung ab. Die Energieübertragung kann auch nur auf einer abgestimmten Resonanzfrequenz einigermaßen effizient erfolgen.
Entwickelt werden solche Schnittstellen unter anderem von Intel Corporation mit dem Ziel mobile
Geräte wie Notebooks kabellos mit elektrischer Energie zu versorgen. Ein solches System wurde im August 2008 auf dem Intel Developer Forum in San Francisco vorgestellt.